# Halcampactis mirabilis
Halcampactis mirabilis is een zeeanemonensoort uit de familie Haliactiidae. Halcampactis mirabilis is voor het eerst wetenschappelijk beschreven door Farquhar in 1898.